# DJ 지오
DJ 지오(DJ Zio, 본명: 최지호, 본명 한자: 崔至鎬, 1980년 7월 24일 ~ )은 대한민국의 힙합 래퍼 및 작곡가이다. a.k.a는 Human Turntable이다. 형제 힙합 듀오 프리스타일의 멤버로 활동하고 있다. 디제이 지오 (DJ Zio)란 이름은 본명 최지호를 발음 그대로 읽어 만든 이름이다.

## 과거
1980년 7월 24일, 서울특별시에서 태어나 경기도 수원시에서 자라고 16살에 캐나다에 유학을 간 후, 18살부터 서울특별시에서 살았다. 중학교 2학년 때 처음 힙합을 접한 뒤, 휴먼 비트박스에 흥미를 갖고 다음 카페 클럽 H.B.C (Human Beatbox Clan)을 창설하여 한국 최초의 휴먼 비트박스 클럽을 만들어 활동을 시작했다. 한국 최초의 휴먼 비트박스 인터넷 강좌를 시작으로 전국에 실력을 갖춘 많은 휴먼 비트박서들과 뜻을 함께했다. 《비트박스 족보》라는 발음 기호를 만들어 비트박스 대중화를 실천했다. 한국 최초의 마우스 스크래치 (Mouth Scratch)를 도입하였으며, 그 후 음악 프로듀싱에 전념. 비트박스를 그만두고 H.B.C를 해체했다.

## 활동
프리스타일 정규 앨범 1집 《Party Time》과 2집 《여인의 향기》의 부진으로 여성 멤버인 레이지가 탈퇴한다. 여성 멤버의 탈퇴로 자연스럽게 3인조 힙합 그룹에서 힙합 듀오로 재결성된 후, 그전 작곡을 담당했던 레이지 대신 DJ Zio가 작곡을 담당하며 3집(2004년) 《Y》를 발표, 모바일 랭킹 18주 연속 1위라는 쾌거를 달성해 프리스타일의 이름을 한번에 세상에 알리게 되었다. 4집(2005년) 《그리고 그 후》, 5집(2007년) 《수취인불명》, 6집(2009년) 《마음으로 하는 말》이외에도 싱글을 포함한 많은 곡이 히트를 하며, 프리스타일의 입지를 더욱 굳혔다. 그것은 곧 프리스타일이라는 장르가 되어, 유사한 그룹이 나오면 프리스타일의 노래로 착각해 그 노래의 매출이 상승하는 아이러니한 상황도 생겨났다. 그 외, 언더그라운드와 오버그라운드를 오가며 많은 동료 가수들과 함께 작업하였고 발라드, 펑키, 힙합, 어쿠스틱등 장르를 불문하며 작곡가로 활동하고있다.

## 음악 활동

### 프리스타일
- 1999년 Freestyle
- 2001년 괜찮아
- 2004년 Freestyle 3
- 2005년 Funkiest Family Juice
- 2007년 수취인불명
- 2009년 Dry & Wet
- 2011년 일곱 번째 하소연

#### 싱글
- 2006년 Freestyle 1st Digital Single
- 2006년 이게 나라는 남자야
- 2007년 그렇게 너를 사랑해
- 2007년 Fight Club O.S.T
- 2008년 마이캅 O.S.T
- 2008년 행복을 주는 사람
- 2009년 Hot Christmas
- 2010년 Outta Kontrol
- 2010년 Ska

### 외부작업
- 2003년 MC.K (Chapter 0-Chaos)
  - 03. Let's Moving
  - 07. 대단히 감사합니다.
  - 08. Slow Down
  - 09. Wake Up
  - 10. PM 2 AM
  - 11. Tears
- 2006년 Jean & Andy (Remix) - 각나그네
- 2006년 Love Evolution - P&Q
- 2006년 미안해 - Superstar
- 2007년 Feeling You - Kebee
- 2007년 Fla Fla Fla - Big Mama
- 2007년 선곡표 - Epik High
- 2008년 못살아 - 이현지
- 2008년 헤어지자 - Hanyi
- 2009년 My Everything - Nia
- 2009년 그림자 소녀 - Soul Dive
- 2010년 두 사람 (Duet 이소은) - 에스프레소